# C-9979
De C-9979, oftewel het landingsschip van de Trade Federation, is een fictief voertuig uit de serie Star Wars.
De C-9979 vervoert datgene wat nodig is voor een invasie, zoals Battle Droids, tanks en transportvoertuigen. Het schip heeft een H-vormige romp, die een vlotte landing garandeert.
Zaken die het schip zoal vervoert:
- 114 Armored Assault Tanks (AAT's)
- 11 Multi Troop Transport (MTT's)

Het uitladen van dit alles duurt circa 45 minuten.
De C-9979 werd ook gebruikt tijdens de invasie van de planeet Naboo en tijdens de turbulente tijden van de Kloonoorlogen.